# Alexei Alexejewitsch Sidorow
Alexei Alexejewitsch Sidorow (geboren 1. Junijul. / 13. Juni 1891greg. in Mykolajiwka, Russisches Kaiserreich; gestorben 30. Juni 1978 in Moskau) war ein sowjetischer Kunsthistoriker.

## Leben
Alexei Alexejewitsch Sidorow studierte von 1909 bis 1913 Kunstgeschichte an der Universität Moskau. Sidorow wurde 1925 Professor für Kunstgeschichte an der Universität, an der er von 1916 bis 1931 und von 1942 bis 1950 lehrte. Daneben war er von 1916 bis 1921 und von 1927 bis 1936 als Museumskustos am Museum der schönen Künste beschäftigt. Sidorow spezialisierte sich auf Buchwissenschaft und die Entwicklung der Bibliophilie. Er publizierte über 500 wissenschaftliche Beiträge zur Graphik und Buchkunst.
Er wurde 1946 zum korrespondierenden Mitglied der Akademie der Wissenschaften der UdSSR gewählt. Er erhielt in der Sowjetunion verschiedene Orden.

## Schriften (Auswahl)

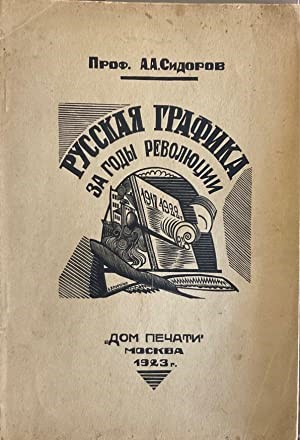
A. A. Sidorow (Hrsg.) Russkaja Grafika. Einbandgrafik von Alexei Iljitsch Krawtschenko (1923)

- Alexys A. Sidorow (Hrsg.): Moskau. Fotografien von Eremin, Grünberg, Klepikow und anderen. Berlin : Albertus, 1928